# Ontponea Indijanci
Ontponea (Ontponi), pleme američkih Indijanaca porodice Siouan, naseljeno u ranom 17. stoljeću na području današnjeg okruga Orange u Virginije. Ontponea su bili susjedi Stegarakija s rijeke Rapidan, a jedni i drugi su pripadali plemenskom savezu Manahoac. Godine 1700. guverner Virginije Spotswood, smjestio je u Fort Christannu Pleme Stegaraki, i vjerojatno sve ostale ostatke Manahoaca, uključujući i Ontponea, te Monacansko pleme Meipontsky. Oni će se kasnije udružiti sa Saponima i Tutelima, i nestati iz povijesti.